# محوطه کوچک گله له ته تیر
محوطه کوچک گله له ته تیر مربوط به عصر مس - دوره اشکانیان است و در شهرستان کوهدشت، بخش کونانی، دهستان کونانی، ۲ کیلومتری جنوب روستای منار علی عسگر واقع شده و این اثر در تاریخ ۱۸ اسفند ۱۳۸۷ با شمارهٔ ثبت ۲۵۲۳۴ به‌عنوان یکی از آثار ملی ایران به ثبت رسیده است.